# Tramlijn Philippine - Zaamslag
De Tramlijn Philippine - Zaamslag, was een tramlijn in Zeeuws-Vlaanderen. Vanuit Philippine liep de lijn via Hoek en Terneuzen naar Zaamslag.

## Geschiedenis
De lijn werd geopend door de Zeeuwsch-Vlaamsche Tramweg-Maatschappij, in 1916 tussen Terneuzen en Zaamslag en in 1918 tussen Philippine en Terneuzen. In Philippine was er aansluiting op de tramlijn IJzendijke - Drieschouwen. In Zaamslag was er aansluiting op de lijn Drieschouwen - Kloosterzande. Vanaf 1 augustus 1948 wordt het reizigersvervoer gestaakt, in september 1949 wordt ook het goederenvervoer stilgelegd en de lijn opgebroken.